# Olympische Sommerspiele 1912/Radsport
Bei den Olympischen Sommerspielen 1912, offiziell Spiele der V. Olympiade genannt, in der schwedischen Hauptstadt Stockholm wurden ein Wettbewerb für Männer im Radsport ausgetragen. Medaillen wurden für die Einzel- und die Mannschaftswertung vergeben.

## Bilanz

### Medaillenspiegel
| Platz  | Land                  | Gold | Silber | Bronze | Gesamt |
| ------ | --------------------- | ---- | ------ | ------ | ------ |
| 1      | Südafrikanische Union | 1    | –      | –      | 1      |
| 1      | Schweden              | 1    | –      | –      | 1      |
| 3      | Großbritannien        | –    | 2      | –      | 2      |
| 4      | Vereinigte Staaten    | –    | –      | 2      | 2      |
| Gesamt | Gesamt                | 2    | 2      | 2      | 6      |

### Medaillengewinner
| Disziplin          | Gold                                                      | Silber                                                                  | Bronze                                                                    |
| ------------------ | --------------------------------------------------------- | ----------------------------------------------------------------------- | ------------------------------------------------------------------------- |
| Einzelzeitfahren   | Rudolph Lewis (RSA)                                       | Freddie Grubb (GBR)                                                     | Carl Schutte (USA)                                                        |
| Mannschaftswertung | Schweden Erik Friborg Algot Lönn Ragnar Malm Axel Persson | Großbritannien Freddie Grubb William Hammond Leon Meredith Charles Moss | Vereinigte Staaten Albert Krushel Walden Martin Alvin Loftes Carl Schutte |

## Ergebnisse

### Einzelzeitfahren
| Platz | Land | Athlet        | Zeit         |
| ----- | ---- | ------------- | ------------ |
| 1     | RSA  | Rudolph Lewis | 10:42:39,0 h |
| 2     | GBR  | Freddie Grubb | 10:51:24,2 h |
| 3     | USA  | Carl Schutte  | 10:52:38,8 h |
| 4     | GBR  | Leon Meredith | 11:00:02,6 h |
| 5     | CAN  | Frank Brown   | 11:01:00,0 h |
| 6     | FIN  | Antti Raita   | 11:02:20,3 h |
| 7     | SWE  | Erik Friborg  | 11:04:17,0 h |
| 8     | SWE  | Ragnar Malm   | 11:08:14,5 h |

Datum: 7. Juli 1912

Streckenlänge: 320 km

Das Straßenrennen führte über die Strecke des schwedischen Straßenrennens Rund um Mälaren.

### Mannschaftswertung
| Platz | Athleten                                                                     | Zeit         |
| ----- | ---------------------------------------------------------------------------- | ------------ |
| 1     | Schweden Erik Friborg Algot Lönn Ragnar Malm Axel Persson                    | 44:35:33,6 h |
| 2     | Großbritannien Freddie Grubb William Hammond Leon Meredith Charles Moss      | 44:44:39,2 h |
| 3     | Vereinigte Staaten Albert Krushel Walden Martin Alvin Loftes Carl Schutte    | 44:47:55,5 h |
| 4     | Großbritannien John Wilson Robert Thompson John Miller David Stevenson       | 46:29:55,6 h |
| 5     | Finnland Antti Raita Vilho Tilkanen Johan Kankkonen Hjalmar Väre             | 46:34:03,5 h |
| 6     | Deutsches Reich Franz Lemnitz Rudolf Baier Oswald Rathmann Georg Warsow      | 46:35:16,1 h |
| 7     | Österreich Robert Rammer Adolf Kofler Rudolf Kramer Josef Hellensteiner      | 46:57:26,4 h |
| 8     | Dänemark Olaf Meyland-Smith Charles Hansen Johannes Reinwaldt Godtfred Olsen | 11:08:14,5 h |

Datum: 7. Juli 1912

Streckenlänge: 320 km

Die deutsche Radsport-Mannschaft

Es wurden die Zeiten des Einzelzeitfahrens der jeweils vier besten Athleten einer Nation als Ergebnisse addiert.